# Microsericaria arrowi
Microsericaria arrowi är en skalbaggsart som beskrevs av Frey 1974. Microsericaria arrowi ingår i släktet Microsericaria och familjen Melolonthidae. Inga underarter finns listade i Catalogue of Life.